# Леополд Нич
Леополд Нич (на немски: Leopold Nitsch) е австрийски футболист и треньор. Роден на 8 май 1895 г. и умира през януари 1977 г. Той е първият треньор в историята на националния отбор на България по футбол.

## Биография
Играе за Рапид от 1915 до 1928 г. първоначално като халф, а в края на кариерата си има като защитник. Има 35 мача за националния отбор на Австрия. В състава на Рапид печели шест пъти шампионската титла (1916, 1917, 1919, 1920, 1921 и 1923) и три пъти националната купа (1919, 1920 и 1927 г.).
През 1924 г., докато е все още действащ футболист, е поканен да води Българския национален отбор на Олимпийските игри в Париж. Нич е препоръчан от треньор на австрийските национали Хуго Майсъл. Под негово ръководство националите изиграват два официални мача – с Австрия във Виена (0:6) и с Ейре – 0:1 на Летните игри в Париж 1924. Играе като централен нападател в неофициален мач на националния отбор срещу сборния тим на Карлсруе. Остава на поста месец и половина.
Впоследствие Нич се връща в Рапид и получава капитанската лента. През 1927 г. Рапид достига до финала на Купа Митропа, но губи от Спарта (Прага) с 1:2 и 2:6 в двата мача.
От 1928 до 1936 Нич е треньор на юношите в клуба. След това поема и първия отбор. През 1938 г., след като Австрия е присъединена към Нацистка Германия, Нич става член на националсоциалистическата партия. Същата година извежда тима до триумф в Купата на Германия. През 1941 г. печели Гаулигата, прекъсвайки доминацията на Шалке 04. Рапид побеждава „миньорите“ на финала пред 100 000 зрители. Остава на поста до 1945 г.